# Lago Klamath Superiore
Il lago Klamath Superiore (in inglese Upper Klamath Lake) è un grande bacino lacustre poco profondo sito ad est della Catena delle Cascate (Cascade Range), nell'Oregon centro-meridionale, Stati Uniti d'America. È la più grande massa d'acqua dello Stato e misura approssimativamente 32 km in lunghezza e 12,9 km in larghezza. Si estende a nord della città di Klamath Falls, ad un'altitudine di 1.262 m sul livello del mare.
La profondità media del lago è di 4,5 m; quella massima di circa 15 m e può leggermente variare in base all'apporto idrico degli immissari. Il livello del lago è tenuto artificialmente tra i 1.261 e i 1.264 m sul livello del mare. È alimentato da diversi fiumi e ruscelli, il più importante dei quali è il fiume Williamson. Le sue acque, invece, alimentano il Link ed attraverso esso il Klamath. È collegato attraverso un corto canale al lago Agency, a nord. L'argine settentrionale è oggetto di protezione ambientale ed è inserito nel Klamath Basin National Wildlife Refuge Complex.

## Storia
Dal 1917, il livello delle acque del lago è regolato dallo Bureau of Reclamation a sostegno dell'agricoltura nel bacino superiore del Klamath.
Precedentemente al XX secolo, il lago era circondato da ampie paludi, oggi largamente prosciugate e rese terre coltivabili. Il lago è naturalmente eutrofico, essendo caratterizzato da una naturalmente alta concentrazione di sostanze nutritive. Nel XX secolo, l'incremento nelle sostanze nutritive derivante dalla pratica agricola ha reso il lago ipereutrofico, conducendo alla sviluppo di ampie colonie di alghe blu-verdi (prevalentemente appartenenti alle specie Microcystis aeruginosa e Aphanizomenon flos-aquae). La crescita delle alghe rende l'acqua verde opaco in estate e ciò inibisce la valorizzazione a scopo turistico del sito.
Nonostante l'esistenza di norme statali a tutela dell'ambiente, esse sono comunemente violate. Nel 1988 specie ittiche precedentemente abbondanti nel lago Klamath Superiore - il Chasmistes brevirostris ed il Deltistes luxatus - sono state incluse nella lista delle specie a rischio dal Governo federale.
Il verificarsi di un periodo di siccità nell'estate del 2001 ha condotto il Bureau ad interrompere il prelievo delle acque dal lago per proteggere la popolazione ittica. Tale scelta è stata fortemente criticata dagli agricoltori e la protesta che ne è derivata ha raggiunto notorietà a livello nazionale.